# ASUN Conference
La Atlantic Sun Conference (español: Conferencia del Sol del Atlántico), marcada como la ASUN Conference desde 2016, es una conferencia de la División I de la NCAA. Está formada por 14 universidades del sudeste de los Estados Unidos que compiten en 21 deportes (10 masculinos y 11 femeninos). Fue fundada en 1978.

## Miembros

### Miembros actuales
| Logo | Institución                                  | Localización                  | Equipo               | Tipo    | Año de unión |
| ---- | -------------------------------------------- | ----------------------------- | -------------------- | ------- | ------------ |
|      | Universidad Estatal Austin Peay              | Clarksville, Tennessee        | Governors            | Pública | 2022         |
|      | Universidad Bellarmine                       | Louisville, Kentucky          | Knights              | Privada | 2020         |
|      | Universidad de Arkansas Central              | Conway, Arkansas              | Bears y Sugar Bears  | Pública | 2021         |
|      | Universidad de Kentucky Oriental             | Richmond, Kentucky            | Colonels             | Pública | 2021         |
|      | Universidad de la Costa del Golfo de Florida | Fort Myers, Florida           | Eagles               | Pública | 2007         |
|      | Universidad de Jacksonville                  | Jacksonville, Florida         | Dolphins             | Privada | 1998         |
|      | Universidad Estatal de Jacksonville          | Jacksonville, Alabama         | Gamecocks            | Pública | 1995 2021    |
|      | Universidad Estatal de Kennesaw              | Kennesaw, Georgia             | Owls                 | Pública | 2005         |
|      | Universidad Liberty                          | Lynchburg, Virginia           | Flames y Lady Flames | Privada | 2018         |
|      | Universidad Lipscomb                         | Nashville, Tennessee          | Bisons               | Privada | 2003         |
|      | Universidad del Norte de Alabama             | Florence, Alabama             | Lions                | Pública | 2018         |
|      | Universidad del Norte de Florida             | Jacksonville, Florida         | Ospreys              | Pública | 2005         |
|      | Universidad Queens de Charlotte              | Charlotte, Carolina del Norte | Royals               | Privada | 2022         |
|      | Universidad Stetson                          | DeLand, Florida               | Hatters              | Privada | 1985         |

- Jacksonville State había sido miembro de la conferencia desde 1995 hasta 2003.

### Miembros de Salida
| Institución                         | Localización          | Equipo               | Tipo    | Año de Salida | Conferencia de Traslado |
| ----------------------------------- | --------------------- | -------------------- | ------- | ------------- | ----------------------- |
| Universidad Estatal de Jacksonville | Jacksonville, Alabama | Gamecocks            | Pública | 2023          | Conference USA          |
| Universidad Liberty                 | Lynchburg, Virginia   | Flames y Lady Flames | Privada | 2023          | Conference USA          |
| Universidad Estatal de Kennesaw     | Kennesaw, Georgia     | Owls                 | Pública | 2024          | Conference USA          |

### Miembros Asociados
| Institución                                       | Localización               | Equipo       | Tipo    | Miembro desde | Deporte(s)                    | Conferencia Primaria            |
| ------------------------------------------------- | -------------------------- | ------------ | ------- | ------------- | ----------------------------- | ------------------------------- |
| Academia de la Fuerza Aérea de los Estados Unidos | Colorado Springs, Colorado | Falcons      | Federal | 2021          | Lacrosse masculino            | Mountain West Conference        |
| Universidad Estatal de Cleveland                  | Cleveland, Ohio            | Vikings      | Pública | 2021          | Lacrosse masculino            | Horizon League                  |
| Universidad de Carolina Costera                   | Conway, Carolina del Sur   | Chanticleers | Pública | 2021          | Lacrosse femenino             | Sun Belt Conference             |
| Universidad Estatal de Delaware                   | Dover, Delaware            | Hornets      | Pública | 2021          | Lacrosse femenino             | Mid-Eastern Athletic Conference |
| Universidad de Detroit Misericordia               | Detroit, Míchigan          | Titans       | Privada | 2021          | Lacrosse masculino            | Horizon League                  |
| Universidad de Lindenwood                         | St. Charles, Misuri        | Lions        | Privada | 2022          | Lacrosse masculino y femenino | Ohio Valley Conference          |
| Universidad Mercer                                | Macon, Georgia             | Bears        | Privada | 2022          | Lacrosse masculino            | Southern Conference             |
| Universidad Robert Morris                         | Moon Township, Pensilvania | Colonials    | Privada | 2021          | Lacrosse masculino            | Horizon League                  |
| Universidad de Utah                               | Salt Lake City, Utah       | Utes         | Pública | 2021          | Lacrosse masculino            | Pac-12 Conference               |

- Coastal Carolina (Carolina Costera) fue anteriormente miembro de lacrosse femenino de 2016 a 2020 (temporadas de 2017 a 2020).
- Delaware State (Estatal de Delaware) fue anteriormente miembro del lacrosse femenino en la temporada 2017 (año académico 2016-17).

## Campeones de baloncesto masculino
| Temporada | Campeón Temporada Regular                                                              | Campeón del Torneo    |
| --------- | -------------------------------------------------------------------------------------- | --------------------- |
| 1979      | N/A                                                                                    | Northwest Louisiana   |
| 1980      | Northwest Louisiana (6-0)                                                              | Centenary             |
| 1981      | Houston Baptist (9-3)                                                                  | Mercer                |
| 1982      | Arkansas-Little Rock(12-4)                                                             | Northwest Louisiana   |
| 1983      | Arkansas-Little Rock (12-2)                                                            | Georgia Southern      |
| 1984      | Houston Baptist (11-3)                                                                 | Houston Baptist       |
| 1985      | Georgia Southern (11-3)                                                                | Mercer                |
| 1986      | Arkansas-Little Rock (12-2)                                                            | Arkansas-Little Rock  |
| 1987      | Arkansas-Little Rock (16-2)                                                            | Georgia Southern      |
| 1988      | Georgia Southern/Arkansas-Little Rock (15-3)                                           | Texas-San Antonio     |
| 1989      | Georgia Southern (16-2)                                                                | Arkansas-Little Rock  |
| 1990      | Centenary (14-2)                                                                       | Arkansas-Little Rock  |
| 1991      | Texas-San Antonio (12-2)                                                               | Georgia State         |
| 1992      | Georgia Southern (13-1)                                                                | Georgia Southern      |
| 1993      | Florida International (9-3)                                                            | N/A                   |
| 1994      | College of Charleston (14-2)                                                           | Central Florida       |
| 1995      | College of Charleston (15-1)                                                           | Florida International |
| 1996      | College of Charleston (15-1)                                                           | Central Florida       |
| 1997      | College of Charleston (16-0)                                                           | College of Charleston |
| 1998      | College of Charleston (14-2)                                                           | College of Charleston |
| 1999      | Samford (15-1)                                                                         | Samford               |
| 2000      | Troy/Georgia State(13-5)                                                               | Samford               |
| 2001      | Georgia State (16-2)                                                                   | Georgia State         |
| 2002      | Georgia State/Troy (14-6)                                                              | Florida Atlantic      |
| 2003      | Mercer/Troy (14-2)                                                                     | Troy                  |
| 2004      | Troy (18-2)                                                                            | Central Florida       |
| 2005      | Central Florida/Gardner-Webb (13-7)                                                    | Central Florida       |
| 2006      | Lipscomb/Belmont (15-5)                                                                | Belmont               |
| 2007      | East Tennessee State (16-2)                                                            | Belmont               |
| 2008      | Belmont (14-2)                                                                         | Belmont               |
| 2009      | Jacksonville (15-5)                                                                    | East Tennessee State  |
| 2010      | Lipscomb/Jacksonville (14-6)                                                           | East Tennessee State  |
| 2011      | Belmont (19-1)                                                                         | Belmont               |
| 2012      | Belmont (16-2)                                                                         | Belmont               |
| 2013      | Mercer (14-4)                                                                          | Florida Gulf Coast    |
| 2014      | Mercer/Florida Gulf Coast (14-4)                                                       | Mercer                |
| 2015      | North Florida (12-2)                                                                   | North Florida         |
| 2016      | North Florida (10-4)                                                                   | Florida Gulf Coast    |
| 2017      | Florida Gulf Coast (12-2)                                                              | Florida Gulf Coast    |
| 2018      | Florida Gulf Coast (12-2)                                                              | Lipscomb              |
| 2019      | Liberty/Lipscomb (14-2)                                                                | Liberty               |
| 2020      | Liberty/North Florida (13-3)                                                           | Liberty               |
| 2021      | Liberty (11-2)                                                                         | Liberty               |
| 2022      | División Este: Liberty (12-4) División Oeste (y en general): Jacksonville State (13–3) | Bellarmine            |

- Bellarmine no era elegible para el torneo de la NCAA de 2022 porque estaba en el segundo año de una transición de cuatro años de la División II a la División I. El puesto automático de la ASUN en el torneo de la NCAA se otorgó a Jacksonville State, que tenía el mejor récord en juegos de conferencia de temporada regular.